# Outline Colour Festiwal
Outline Colour Festiwal - Międzynarodowy Festiwal Graffiti w Łodzi
Festiwal organizowany jest w Łodzi od 2002 roku (wcześniej pod nazwą Meeting of Styles).
Jest największą w Polsce i jedyną z nielicznych na świecie imprez, która łączy ze sobą sztukę ulicznego malarstwa, muzykę hip hop i reggae.
Podczas kilkudniowego festiwalu odbywają się koncerty, plenerowe malowanie murów i pojazdów oraz warsztaty beat box.